# Путятин, Алексей Петрович
Князь Алексей Петрович Путятин (2 сентября 1844 — 24 декабря 1912) — русский офицер, генерал-лейтенант, герой русско-турецкой войны 1877—1878 годов.

## Биография
Родился 2 сентября 1844 года. Образование получил в Орловском Бахтина кадетском корпусе, из которого выпущен по 1-му разряду 12 июня 1863 года прапорщиком. 27 февраля 1866 года произведён в поручики, однако уже 17 апреля Путятин был переведён в гвардию с переименованием в подпоручики гвардии.
Служил на Кавказе. 21 июля 1867 года князь Путятин по распоряжению Кутаисского военного губернатора был назначен помощником правителя военной канцелярии и заведующим суммами Кутаисского конно-иррегулярного полка. Произведённый 30 августа 1872 года в штабс-капитаны Путятин был назначен командиром роты в Эриванском гренадерском полку. 12 марта 1873 года он был произведён в майоры и в мае—ноябре этого же года он в Эриванском полку командовал батальоном, а с 14 ноября был председателем полкового суда.
28 мая 1875 года князь Путятин вновь получил в командование батальон и в этом качестве, после открытия в 1877 году кампании против турок, выступил на Кавказский театр военных действий. За многочисленные отличия в боях он был награждён орденом св. Владимира 4-й степени с мечами и бантом и 23 июня получил золотую саблю с надписью «За храбрость». 14 мая 1878 года произведён в подполковники. 26 ноября 1878 года князь Путятин был удостоен ордена св. Георгия 4-й степени
В воздаяние за отличие, оказанное при штурме, 3 Октября 1877 года, горы Авлиар, где бросился впереди своего баталиона на укрепление и, несмотря на полученную контузию, продолжал руководить баталионом под самым губительным огнём противника.
26 января 1886 года Путятин был произведён в полковники и назначен командиром 1-го пешего батальона Забайкальского казачьего войска. С 24 февраля по 21 октября 1891 года числился в запасе, по возвращении в строй около месяца командовал Епифанским резервным батальоном и с 18 ноября занимал должность начальника Тульского лазарета.
9 августа 1894 года Путятин был назначен командиром 112-го пехотного Уральского полка. 8 января 1900 года он получил чин генерал-майора и должность командира 1-й бригады 42-й пехотной дивизии, а с 18 января 1901 года состоял для особых поручений при командующем Киевским военным округом.
Среди прочих наград князь Путятин имел ордена св. Станислава 3-й степени (1870 год), св. Станислава 2-й степени (1882 год), св. Анны 2-й степени (1884 год) и св. Владимира 3-й степени (1889 год).
В сентябре 1903 года вышел в отставку с производством в генерал-лейтенанты. Скончался 24 декабря 1912 года в Одессе.